# Convolvulus subacaulis
Convolvulus subacaulis là một loài thực vật có hoa trong họ Bìm bìm. Loài này được (Hook. & Arn.) Greene mô tả khoa học đầu tiên năm 1894.